# Pollo (Whiskybrennerei)
Pollo war eine Whiskybrennerei in Delny, Highland, Schottland. Der erzeugte Brand war somit der Whiskyregion Highlands zuzuordnen.

## Geschichte
Die Brennerei wurde angeblich 1817 von W. B. Rosenahe Delny am Cromarty Firth gegründet. Fünf Jahre später wurde das Unternehmen zum Verkauf angeboten mit dem Hinweis, dass die Nachfrage die Produktionsmenge übersteige. Auch eine Landwirtschaft war dem Betrieb angeschlossen. Zu dieser Zeit betrug die Produktionskapazität 3447 Gallonen. John Ross, auch Gründer der Balblair-Brennerei, erwarb das Unternehmen. Anschließend ging es an seinen Sohn Andrew über, der die Brennerei später mit seinen Söhnen zusammen leitete und schließlich 1903 schloss.
Auffällig ist, dass Alfred Barnard Pollo im Rahmen seiner bedeutenden Whiskyreise in den Jahren 1885 und 1886 nicht besuchte, was wahrscheinlich auf fehlende Informationen zurückzuführen ist. Da Barnard auch sehr kleine Brennereien besuchte, lässt sich keine Aussage über Größe und Bedeutung des Unternehmens daraus ableiten. Aus diesem Grund sind in der Literatur nur spärliche Informationen zu diesem Unternehmen zu finden. 